# Thắng Lợi, Buôn Ma Thuột
Thắng Lợi là một phường cũ thuộc thành phố Buôn Ma Thuột, tỉnh Đắk Lắk, Việt Nam.

## Địa lý
Phường có diện tích 0,87 km², dân số năm 2022 là 7.720 người, mật độ dân số đạt 8.873 người/km².

## Lịch sử
Ngày 28 tháng 9 năm 2024, Ủy ban Thường vụ Quốc hội ban hành Nghị quyết số 1193/NQ-UBTVQH15 về việc sắp xếp đơn vị hành chính cấp xã của tỉnh Đắk Lắk giai đoạn 2023 – 2025 (nghị quyết có hiệu lực từ ngày 1 tháng 11 năm 2024). Theo đó, sáp nhập toàn bộ 0,87 km² diện tích tự nhiên và quy mô dân số là 7.720 người của phường Thắng Lợi vào phường Thành Công.